# Lake Arthur (Nuovo Messico)
Lake Arthur è un comune degli Stati Uniti d'America, situato nello stato del Nuovo Messico, nella contea di Chaves.